# Liste des châteaux de l'Aube
Cet article recense de manière non exhaustive les châteaux (de défense ou d'agrément), maisons fortes, mottes castrales, situés dans le département français de l'Aube. Il est fait état des inscriptions et classements au titre des monuments historiques.

## Liste
| Icône            | Signification    | Abréviations             | Abréviations                  | Abréviations             | Abréviations           |
| ---------------- | ---------------- | ------------------------ | ----------------------------- | ------------------------ | ---------------------- |
| Château fort     | Château fort     | = Bastide                | = Ferme fortifiée             | = Maison forte           | = (Néo-)Palladianisme  |
| Renaissance      | Renaissance      | = Château gascon         | = Folie (montpelliéraine)     | = Manoir, Gentilhommière | = Résidence épiscopale |
| Domaine viticole | Domaine viticole | = Classicisme, classique | = Forteresse, fort(ification) | = Maison (noble)         | = Style Beaux-Arts     |
| Palais           | Palais           | = Commanderie            | = Gothique (flamboyant)       | = Néo-baroque            | = Style Second Empire  |
| Ruine ou disparu | Ruine, disparu   | = Château pinardier      | = Hôtel particulier           | = Néo-classique          | = Style italianisant   |
|                  |                  | = Demeure seigneuriale   | ... = Style Louis XII...XVI   | = Néo-gothique           | = Style troubadour     |
|                  |                  | = Éclectisme             | = Logis (seigneurial)         | = Néo-Renaissance        | = Villa (de Nice)      |
| Baroque, rococo  | Baroque, rococo  | = Édifice religieux      | = Motte castrale/féodale      | = Pavillon de chasse     | = Styles du XXe siècle |

| Type                                      | Château                                              | Commune                                     | Protection                                                        | Notes                                     | Coordonnées                 | Illustration        |
| ----------------------------------------- | ---------------------------------------------------- | ------------------------------------------- | ----------------------------------------------------------------- | ----------------------------------------- | --------------------------- | ------------------- |
|                                           | Château d'Ailleville                                 | Ailleville                                  |                                                                   | XIIe et XVIIe siècles                     | 48° 15′ 05″ N, 4° 40′ 54″ E |                     |
| Maison forte · Château fort               | Château d'Arrentières                                | Arrentieres                                 | Inscrit MH (1994) · Notice no PA00132584                          | XIIIe et XVe siècles                      | 48° 15′ 36″ N, 4° 44′ 37″ E |                     |
| Château fort · Ruine ou disparu           | Château de Bar-sur-Seine (Château des comtes de Bar) | Bar-sur-Seine                               | Inscrit MH (1982) · Notice no PA00078044                          | XIIIe et XVe siècles                      | 48° 06′ 48″ N, 4° 22′ 21″ E |                     |
| Château fort · Domaine viticole           | Château de Bligny                                    | Bligny                                      |                                                                   | XIIe et XIXe siècles, maison de champagne | 48° 10′ 28″ N, 4° 36′ 48″ E |                     |
|                                           | Château de Bréviandes                                | Fresnoy-le-Château (près du hameau Renault) |                                                                   | [ 1 ]                                     | 48° 12′ 47″ N, 4° 12′ 38″ E |                     |
| Motte castrale ou féodale · Néo-classique | Château de Brienne                                   | Brienne-le-Château                          | Inscrit MH (1935) · Notice no PA00078062                          | Xe et XVIIIe siècles                      | 48° 23′ 30″ N, 4° 31′ 14″ E |                     |
| Château fort                              | Château de Bucey-en-Othe                             | Bucey-en-Othe                               | Inscrit MH (2005) · Notice no PA10000021                          | XVIe siècle                               | 48° 15′ 48″ N, 3° 51′ 40″ E |                     |
| Château fort · Renaissance · Néo-gothique | Château de Chacenay                                  | Chacenay                                    | Inscrit MH (1926, 1989) · Classé MH (1990) · Notice no PA00078069 | XIIIe et XIXe siècles                     | 48° 06′ 48″ N, 4° 31′ 47″ E |                     |
| Château fort                              | Château de Chamoy                                    | Chamoy                                      |                                                                   | XIIIe et XIXe siècles                     | 48° 07′ 12″ N, 3° 58′ 16″ E |                     |
| Château fort · Néo-Renaissance            | Château de Charmont-sous-Barbuise                    | Charmont-sous-Barbuise                      | Inscrit MH (1988) · Notice no PA00078076                          | XIIIe et XVIIIe siècles                   | 48° 24′ 45″ N, 4° 10′ 09″ E |                     |
| Styles xxe siècle                         | Château de Chavaudon                                 | Marcilly-le-Hayer                           | Inscrit MH (2014) · Notice no PA10000032                          | 1913                                      | 48° 19′ 19″ N, 3° 37′ 38″ E |                     |
| Néo-classique                             | Château du Clos-Saint-Roch                           | Les Riceys                                  | Inscrit MH (1988) · Notice no PA00078198                          | XVIIIe siècle                             | 48° 00′ 23″ N, 4° 21′ 56″ E |                     |
| Classicisme, classique                    | Château de Dampierre                                 | Dampierre                                   | Classé MH (1929) · Notice no PA00078096                           | XVIe et XVIIe siècles                     | 48° 33′ 04″ N, 4° 21′ 52″ E |                     |
| Classicisme, classique                    | Château de Droupt-Saint-Basle                        | Droupt-Saint-Basle                          | Inscrit MH (1987, 1993, 2011) · Notice no PA00078101              | XVIe et XIXe siècles                      | 48° 28′ 49″ N, 3° 56′ 09″ E |                     |
| Classicisme, classique                    | Château de Foolz                                     | Bourguignons                                | {{}}                                                              | XVIe et XIXe siècles                      | 48° 28′ 49″ N, 3° 56′ 09″ E | [[Fichier:\|150px]] |
|                                           | Château de Jaillac                                   | Le Mériot                                   |                                                                   | detruit                                   |                             |                     |
|                                           | Château de Jaucourt                                  | Jaucourt                                    |                                                                   |                                           |                             |                     |
|                                           | Château de Montaigu                                  | Bouilly                                     |                                                                   |                                           |                             |                     |
|                                           | Château de La Motte-Tilly                            | La Motte-Tilly                              |                                                                   |                                           |                             |                     |
| Manoir, gentilhommière                    | Manoir de la Planche                                 | Saint-Léger-près-Troyes                     |                                                                   |                                           |                             |                     |
|                                           | Château de Plancy                                    | Plancy-l'Abbaye                             |                                                                   |                                           |                             |                     |
| Néo-classique                             | Château du Plessis                                   | Fresnoy-le-Château                          | Inscrit MH (2001) · Notice no PA10000014                          | XIXe siècle                               | 48° 13′ 19″ N, 4° 13′ 31″ E |                     |
|                                           | Château de Polisy                                    | Polisy                                      |                                                                   |                                           |                             |                     |
| Renaissance                               | Château de Pont-sur-Seine                            | Pont-sur-Seine                              |                                                                   | de Xavier de Saxe                         |                             |                     |
|                                           | Château de Poussey                                   | Poussey                                     |                                                                   |                                           |                             |                     |
|                                           | Château de Praslin                                   | Praslin                                     |                                                                   |                                           |                             |                     |
|                                           | Château de Ricey-Bas                                 | Les Riceys                                  |                                                                   |                                           |                             |                     |
|                                           | Château Saint-Louis, Entre-Deux-Eaux                 | Les Riceys                                  |                                                                   |                                           |                             |                     |
|                                           | Château de Sainte-Maure                              | Sainte-Maure                                |                                                                   |                                           |                             |                     |
| Manoir, gentilhommière                    | Manoir des Tourelles                                 | Rumilly-lès-Vaudes                          |                                                                   |                                           |                             |                     |
|                                           | Château de Vaux                                      | Fouchères                                   |                                                                   |                                           |                             |                     |
|                                           | Château de Vendeuvre-sur-Barse                       | Vendeuvre-sur-Barse                         |                                                                   |                                           |                             |                     |
|                                           | Château de Vermoise                                  | Sainte-Maure                                |                                                                   |                                           |                             |                     |
|                                           | Château de Villehardouin                             | Val-d'Auzon                                 |                                                                   |                                           |                             |                     |